# What These Bitches Want
What These Bitches Want è un singolo del rapper statunitense DMX in collaborazione con il cantante statunitense Sisqó, pubblicato il 6 giugno 2000 come terzo e ultimo estratto dall'album ...And Then There Was X.
Nella versione "radio edit" il titolo della canzone è stato censurato e modificato in What You Want.

## Video musicale
Il videoclip della canzone è stato diretto da Hype Williams.

## Tracce
CD Singolo (Stati Uniti)
1. What You Want (feat. Sisqó) (Radio Edit) – 3:40
2. What You Want (Instrumental) – 3:40
3. What You Want (Call Out Research Hook) – 0:10

CD Singolo (Regno Unito)
1. What You Want (Radio Edit) – 4:10
2. What You Want (Album Version) – 4:13
3. What You Want (Instrumental) – 4:16

## Classifiche
| Classifiche (2000) | Posizione massima |
| ------------------ | ----------------- |
| Stati Uniti        | 49                |